# Центральный оджибве
Центральный оджибве (Central Ojibwa, Central Ojibwe, Ojibway, Ojibwe) - находящийся под угрозой исчезновения алгонкинский язык и один из диалектов языка оджибве, на котором говорит народ оджибве, проживающий к востоку от озера Ниписсинг и к западу от озера Нипигон в центральной части провинции Онтарио в Канаде.